# Marija Uspienska
Marija Aleksiejewna Uspienska, ros. Мария Алексеевна Успенская, znana w Stanach Zjednoczonych jako Maria Ouspenskaya (ur. 29 lipca 1876 w Tule, zm. 3 grudnia 1949 w Los Angeles) – rosyjska aktorka filmowa i teatralna. Nominowana do Oscara w 1936 roku.

## Życiorys
Uspienska zdobyła uznanie jako aktorka teatralna w Rosji, a pod koniec życia jako gwiazda filmowa w Hollywood. Urodziła się w Tule. Studiowała śpiew w Warszawie i aktorstwo w Moskwie. Zagrała wiele ról w moskiewskim teatrze. Pracowała tam pod kierunkiem reżysera Konstantina Stanisławskiego, który pracował nad jej grą aktorską. Z moskiewską grupą teatralną podróżowała po Europie i Stanach Zjednoczonych. W 1922 roku postanowiła pozostać w Nowym Jorku, gdzie grywała na Broadwayu. W 1929 założyła własną szkołę aktorską School of Dramatic Art. Uczęszczała do niej również późniejsza zdobywczyni Oscara Anne Baxter.
Uspienska, mimo że już w Rosji zagrała w kilku niemych filmach, wystąpiła na dużym ekranie w USA, dopiero wtedy, gdy jej szkoła aktorska miała kłopoty finansowe. Jej pierwszą rolą w Hollywood był film Dodsworth z 1936. Za ten film została nominowana do Oscara za najlepszą rolę drugoplanową. W 1939 otrzymała drugą nominację za film Ukochany (Love Affair). Jednak jej największą rolą jest postać Malevej w filmie Wilkołak Curta Siodmaka. Pomimo dwóch nominacji do nagród Akademii Uspienska została zapamiętana z ról w filmach Frankenstein spotyka Człowieka Wilka oraz Tarzan i Amazonki.
Zginęła tragiczną śmiercią w pożarze: zasnęła z papierosem w ustach, jej dom zapalił się, a ona zmarła w wyniku obrażeń.

## Wybrana filmografia
- 1915: Świerszcz za kominem
- 1936: Dodsworth
- 1937: Pani Walewska
- 1939: Ukochany
- 1940: Pożegnalny walc
- 1940: Wigilijna miłość
- 1940: Pożegnalny walc
- 1941: Wilkołak
- 1943: Frankenstein spotyka Człowieka Wilka
- 1945: Tarzan i Amazonki